# Ocean Pointe
Ocean Pointe – census-designated place (CDP) na wyspie Oʻahu, w hrabstwie Honolulu, na Hawajach, w Stanach Zjednoczonych. Według szacunków United States Census Bureau w roku 2010 CDP miało 8361 mieszkańców.

## Geografia
Według United States Census Bureau census-designated place obejmuje powierzchnię 2,14 mil2 (5,54 km²).

## Demografia
Według spisu z roku 2010, CDP zamieszkuje 8361 osób, które tworzą 2658 gospodarstw domowych oraz 2194 rodziny.